# Cornelis Gerrit van Dobben de Bruijn
Cornelis Gerrit van Dobben de Bruijn (Hazerswoude, 12 mei 1908 – Leiden, februari 1990) was een Nederlands politicus van de ARP.
Hij werd geboren als zoon van Cornelis Simon van Dobben de Bruijn (1873-1947), destijds burgemeester van Hazerswoude, en Marijtje van Hoeken (1877-1960). Na in Utrecht de hbs te hebben gedaan ging hij in september 1925 als volontair werken bij de gemeentesecretarie van Bodegraven waar zijn vader intussen burgemeester geworden was. Later maakte hij de overstap naar de gemeente Gouderak waar hij het bracht tot waarnemend gemeentesecretaris. In maart 1937 werd Van Dobben de Bruijn benoemd tot burgemeester van Oud-Alblas. Van juli tot september 1944 zat hij op last van de Duitse bezetters vast in de Haagseveer-gevangenis in Rotterdam. Na de bevrijding in mei 1945 kwam hij terug als burgemeester van Oud-Alblas en daarnaast was hij ruim een half jaar waarnemend burgemeester van Alblasserdam. In januari 1952 volgde zijn benoeming tot burgemeester van  Zwammerdam. Twaalf jaar later werd die gemeente opgeheven en aansluitend werd hij burgemeester van de gemeente waar hij geboren was: Hazerswoude. Hij had daar nogal wat conflicten met de gemeenteraad en in januari 1970 ging hij daar vervroegd met pensioen. Van Dobben de Bruijn overleed begin 1990 op 81-jarige leeftijd.